# Méallet
Méallet – miejscowość i gmina we Francji, w regionie Owernia-Rodan-Alpy, w departamencie Cantal.
Według danych na rok 1990 gminę zamieszkiwało 185 osób, a gęstość zaludnienia wynosiła 9 osób/km² (wśród 1310 gmin Owernii Méallet plasuje się na 664. miejscu pod względem liczby ludności, natomiast pod względem powierzchni na miejscu 435.).